# Søren Ege
Søren Ege Qwist (auch Søren Ege Hansen) (* 20. März 1979 in Aarhus) ist ein ehemaliger dänischer Basketballspieler.

## Werdegang
Der 2,03 Meter große Power Forward war Basketballspieler in der Nachwuchsabteilung des Vereins Lystrup Basketball, verließ 1995 sein Heimatland für eine Saison und spielte in der Saison 1995/96 an der Mission Viejo High School im US-Bundesstaat Kalifornien. Ab 1997 trug er die Farben von Skovbakken (nach einer Namensänderung später Bakken Bears genannt). Sein letztes von 431 Spielen für die Mannschaft bestritt er im Mai 2015.
Im Jahr 2003 stand er bei zeitweilig bei Esse Imola in Italien unter Vertrag, verstärkte hernach wieder Bakken. Ege beendete seine Laufbahn als der Spieler, der in der dänischen Basketballgeschichte die meisten Titel gewann. Er trug zu zehn dänischen Meistertiteln (1999, 2000, 2001, 2004, 2005, 2007, 2008, 2009, 2013, 2014) und sieben dänischen Pokalsiegen (2000, 2001, 2004, 2005, 2007, 2009, 2013) bei. Er wurde des Weiteren viermal dänischer Vizemeister und einmal Meisterschaftsdritter. Sämtliche Erfolge gelangen ihm mit Bakken. Für die Mannschaft bestritt Ege insgesamt 431 Spiele, in denen er einen Punkteschnitt von 9,7 erreichte. Vor seinem endgültigen Rücktritt als Spieler zog er sich bereits 2008 vom Sport zurück, half anschließend aber noch aus, zuletzt 2010. Von 2010 bis 2013 gehörte er Bakkens Mannschaft nicht als Spieler, sondern als Physiotherapeut an. Ab 2013 spielte Ege wieder. Die Aufgabe als Physiotherapeut übte er auch in Folge seines Laufbahnendes 2015 bei Bakken aus, während er dieser Tätigkeit hauptberuflich in einer Praxis und in einem Krankenhaus nachging.
Ege trat im europäischen Basketball durch Europapokaleinsätze mit Bakken (FIBA Europe Cup, EuroCup, EuroChallenge) in Erscheinung. Für Dänemarks Herrennationalmannschaft bestritt er, dessen Ehefrau Stine Handball im Leistungsbereich spielte, vier Länderspiele.